# Lovrin
Lovrin est une commune du județ de Timiș en Roumanie.

## Démographie
D'après le recensement de 2011, la commune compte 3 223 habitants, en baisse par rapport au recensement de 2002 où elle en comptait 3 560.
Lors de ce recensement de 2011, 88,39 % de la population se déclare roumains, 3,41 % de la population se déclare roms, 2,35 % comme allemands, 1,27 % comme magyare  (3,41 % ne déclare pas d'appartenance ethnique).

## Politique
| Parti | Parti                                      | Sièges |
| ----- | ------------------------------------------ | ------ |
|       | Parti national libéral (PNL)               | 9      |
|       | Parti social-démocrate (PSD)               | 3      |
|       | Alliance des libéraux et démocrates (ALDE) | 1      |